# 年表一覧
年表一覧（ねんぴょういちらん）では、ウィキペディア内にあるテーマ別の年表を一括表示する。
テーマを絞らない標準的な年表については、総括的記事「年表」を経由して各個に参照のこと。

## 歴史

### 地域別
- アジア
  - 日本
    - 日本史時代区分表
    - 日本史の出来事一覧
      - 日本の女性史年表
      - 幕末の年表
      - 太平洋戦争の年表
      - 沖縄県の年表
      - 尖閣諸島関連年表
      - 成田空港問題の年表

  - 中国
    - 中国の歴史年表
    - 中国史時代区分表

  - 台湾
    - 台湾史年表

  - 朝鮮半島
    - 百済史年表
    - 韓国の歴史年表

- オリエント
  - 古代オリエントの考古学史年表

- アフリカ
  - 南アフリカ共和国年表

- ヨーロッパ
  - イタリア・ルネサンス年表
  - フランスの歴史年表
  - フランス革命の年表
  - 清教徒革命の年表

- 南北アメリカ
  - アメリカ大陸諸国の独立年表
  - カナダ史年表

- 広域、多地域
  - 第二次世界大戦の年表
  - アジア・アフリカ諸国の独立年表

### 事象別
- 条約の一覧 ：編年体形式。
- LGBT史年表

## 思想、宗教
- キリスト教年表
- 世界基督教統一神霊協会の年表
- コミンテルンの年表

## 科学、技術
- 発明の年表

### 科学全般
- 科学実験の年表
- 女性科学者に関する年表

### 自然科学
- 物理学
  - 古典力学の年表
  - 電磁気学の年表
  - 粒子発見の年表
  - 太陽物理学の年表
  - 熱力学・統計力学の年表
  - 原子・亜原子物理学の年表

- 天文学、地質学
  - 宇宙の年表
  - 天文現象の年表
  - 超新星に関する年表
  - 地球史年表
  - 地質時代
  - 地震の年表

- 生物学、化学
  - 化学元素発見の年表
  - 生物学と有機化学の年表
  - 雪の結晶の観察と研究の年表

### 医学
- 医学と医療の年表
- ワクチンの年表
- 抗菌剤の年表

### 数学
- 数学の年表
- 円周率の歴史

### 技術、工学
- 土木
  - 日本ダム史年表
  - 日本の道路年表

- 交通、軍事
  - 自動車の速度記録
  - 磁気浮上式鉄道の年表
  - 航空に関する年表
  - 航空会社の年表
  - ロケット・ミサイル技術の年表
  - 宇宙開発の年表
  - 宇宙飛行の年表

- 情報、コンピュータ
  - 通信技術の年表
  - 記録技術の年表
  - CPU年表
  - プログラミング言語年表
  - コンピュータ・情報関連企業設立の年表
  - ウェブブラウザの年表

- その他
  - ガラス年表
  - 冷凍技術の年表

## 経済
- トヨタ自動車日本国内販売網年表

## 文化、生活

### 音楽
- 西洋音楽年表

### 創作
- 歌舞伎の年表
- アニメの歴史
- コンピュータゲームの歴史

#### 作品中の世界
- アルダの年表
- ハリー・ポッターシリーズの世界における年表
- キン肉マンの世界における年表
- ジョジョの奇妙な冒険における年表
- 進撃の巨人における年表
- ドクター・フーにおける年表
- ドラゴンボールの世界における年表
- ONE PIECEの世界における年表
- 宇宙戦艦ヤマトシリーズの年表
- アサシン クリードシリーズにおける年表
- サクラ大戦シリーズにおける年表
- ザ・ハウス・オブ・ザ・デッドシリーズにおける年表
- エースコンバットシリーズにおける年表
- コール オブ デューティシリーズにおける年表
- メタルギアシリーズにおける年表
- 龍が如くシリーズにおける年表
- 英雄伝説 軌跡シリーズの年表

### スポーツ
- オリンピック関連年表
- 年度別スポーツ記事一覧

## その他
- 災害
  - 火災の年表
  - 事故の一覧
  - 停電の一覧
- 環境保全の歴史